# WOWCube
WOWCube или WowCube — портативная игровая консоль в форме Кубика 2×2 (так называемого карманного кубика), также классифицируемая как электронная головоломка; пример осязательного интерфейса пользователя и первая кубическая игровая приставка. Состоит из восьми идентичных элементов, работающих как единое целое, и позволяет запускать специально подготовленные игры, написанные на языке Pawn. Лицензия — открытое аппаратное обеспечение (Open Source). Разработчики — Савва и Илья Осиповы.

## Автор проекта

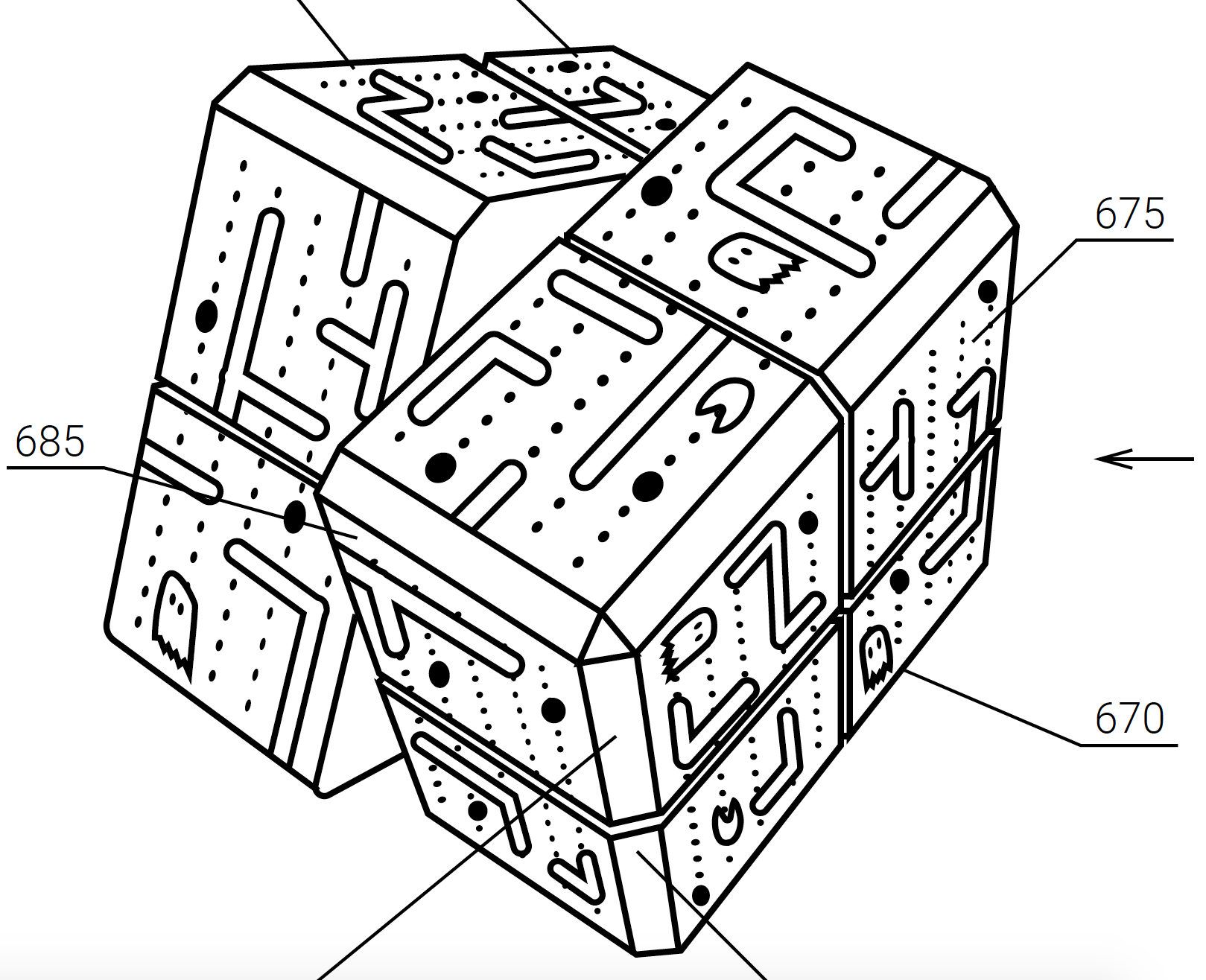
Иллюстрация из патента WO2018075714

Концепция устройства была предложена в 2016 году школьником Саввой Осиповым, уроженцем Нижнего Новгорода, который в возрасте 8 лет переехал с семьёй в американский Сан-Франциско (ныне семья живёт в местечке Новато недалеко от Сан-Франциско). С 10 лет Савва увлекается электроникой и программированием, ряд его проектов был опубликован в сообществе разработчиков Hackster. Савва в настоящее время ведёт свой канал на YouTube и регулярно участвует в хакатонах.
Отец Саввы — IT-предприниматель Илья Осипов, выпускник Нижегородского государственного университета имени Лобачевского, участник множества различных стартапов (в том числе основатель информационного сайта Нижнего Новгорода nn.ru), обладатель ряда патентов и рецензент научного журнала Computers in Human Behavior издательства Elsevier. Илья занимался программированием со студенческих лет и в 1996 году выиграл Всероссийскую олимпиаду по программированию. В 2012 году он продал свой бизнес компании Hearst Shkulev Media и перебрался с семьёй в Калифорнию, где занялся сборкой несложных устройств на основе простейших компьютеров типа Raspberry Pi и Arduino — он собирал мини-компьютеры, электронные фоторамки и игровые приставки. Савва вместе со своим отцом участвовал в серии хакатонов в Сан-Франциско и Кремниевой Долине, представив среди своих проектов рождественскую подсветку, Angry Birds-консоль, «умную» фоторамку и множество различных предметов, распечатанных на 3D-принтере.

## Разработка
Илья Осипов вскоре пришёл к идее сделать дешёвые кубики с процессорами, взаимодействующие между собой. Изначально он хотел запустить проект для Kickstarter в виде настольной электронной игры, которая состояла бы из множества взаимодействующих друг с другом стандартизированных элементов (каждый со своим экраном). Илья подготовил ряд наработок, но вскоре выяснилось, что идея подобной игры была уже кем-то запатентована, а её авторы привлекли инвестиции в размере 20 миллионов долларов. 13-летний Савва в 2016 году предложил отцу доработать идею в другой форме — доработать запатентованный кубик Рубика так, чтобы все наружные грани были экранами, а всё устройство функционировало бы как единый экран; поворачивая грани, можно было бы перемешать поле и изменить элементы игры. Идея Саввы стала началом существования проекта WOWCube. Хотя перестановка кубиков на плоскости была скорее аналогом игрушек для маленьких детей, идея граней-экранов с возможностью перемещения объектов с грани на грань имела потенциал захватить все возрастные аудитории.
Финансирование проекта изначально осуществляли ректор Московского технологического института Григорий Бубнов, президент Moscow Business School и совладелец компании amoCRM Денис Митрофанов и частный фонд Fermosa, выделившие летом 2017 года около 500 тысяч долларов США на разработку трёх вариантов прототипов WOWCube. Лидирующим инвестором стал управляющий партнёр BitFury Марат Кичиков, который довёл общую сумму до 1,4 млн долларов США. На разработку проекта ушло около полугода: Илья занимался изучением публикаций и патентов по теме, а также составлением сценариев игр; Савва генерировал идеи и участвовал в обсуждении внешнего вида и функциональности игрушки. В 2017 году Савва и Илья разработали первый прототип с помощью конструктора Arduino и домашнего 3D-принтера IIIP Monoprice — ранее на нём Савва печатал игрушки, которые потом продавал за небольшую цену. Размерность прототипа была выбрана 2 на 2 (как в магнитной головоломке Ларри Николса, созданной в 1970 году) вместо запланированных 3 на 3; моделирование проекта велось с помощью программы SketchUp. По ходу сборки прототипа Савва и Илья отказались от идеи радиоканала для организации связи между компонентами, а также исключили использование Android или Linux в качестве ОС в связи с необычной геометрией устройства.

## Презентация

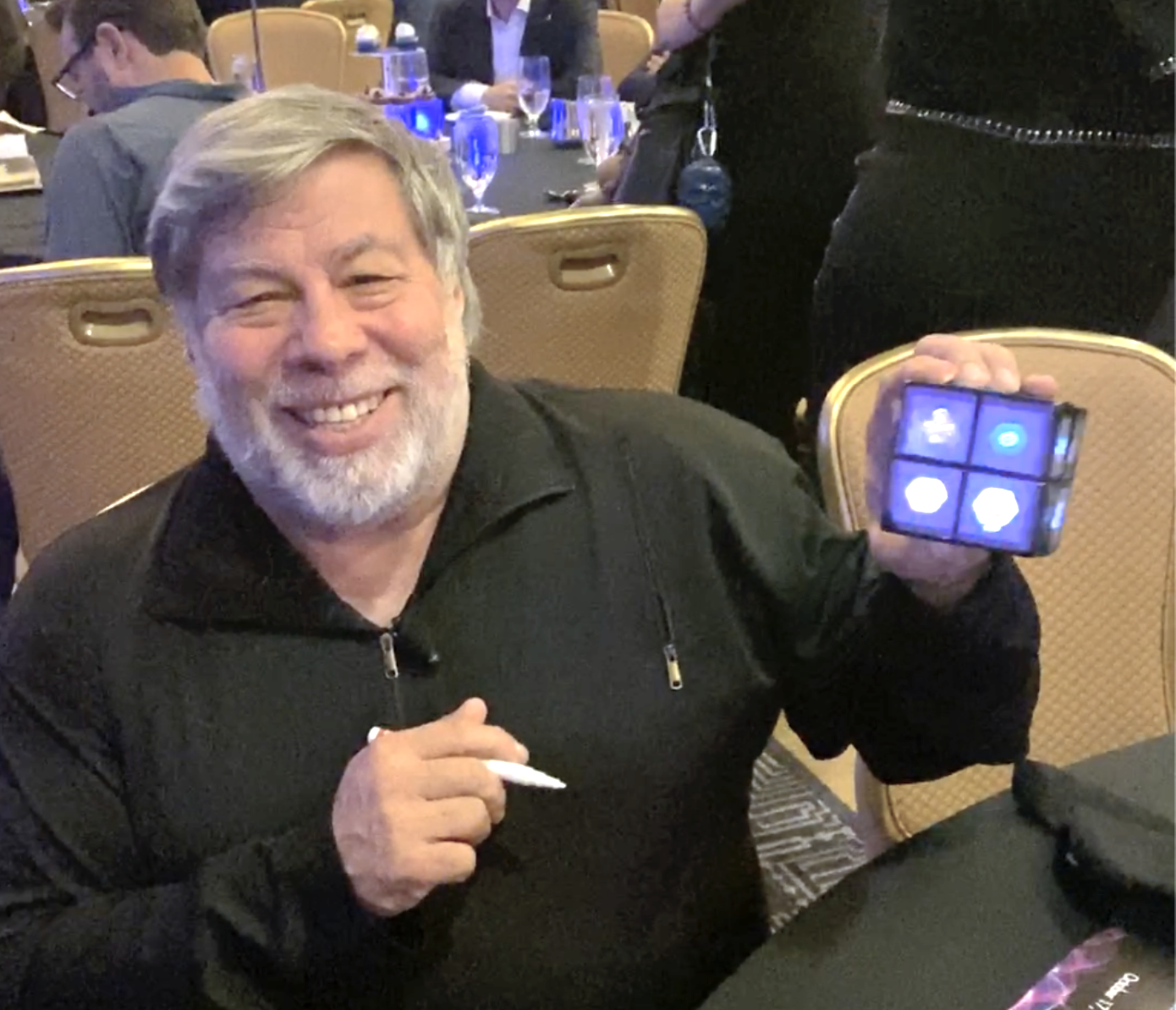
Стив Возняк с WOWCube на DesTechAz 2019

8 июня 2017 года ранний прототип был представлен на научно-практической конференции CALL в Калифорнийском университете в Беркли. В ноябре 2017 года Осиповы получили российский патент, подав также успешные заявки на патенты в США и в Китае и отправив заявки на патенты в восьми странах с развитыми экономиками. В январе 2018 года устройство было анонсировано на выставке CES в Лас-Вегасе, а в мае 2018 представлено широкой публике на выставке Maker Faire в городе Санта-Клара (Калифорния). На форуме ARIZONA’S SIGNATURE TECH EVENT, прошедшем с 16 по 17 октября 2019 года в Аризоне, с разработкой WOWCube ознакомился сооснователь Apple Стив Возняк, который подписал экземпляр игрушки, отметив, что прежде с подобными игрушками не встречался. Авторам предложили сотрудничество с WOZUEducation в сфере образования.
Исполнительный директор Cubios Inc. Макс Филин сообщил, что компания собирается выпустить 200 экземпляров WOWCube для дальнейшего распространения и намерена разработать приложения, показывающие текущую дату и время, погоду и последние новости на экране, пока WOWCube будет находиться на подзарядке. Ожидалось, что стоимость готового экземпляра будет варьироваться от 149 до 249 долларов США. Планировалось представить проект на выставках CES в январе 2020 года и Toyfair весной 2020 года. В 2021 году на выставке CES в Лас-Вегасе разработка была удостоена серебряного приза, что, по словам разработчиков, стало новым стимулом для роста спросов на предзаказы устройства, а 7 января 2022 года WOWCube был снова представлен на CES.

## Последующее финансирование
К августу 2021 года WOWCube заинтересовались дистрибуторы 18 стран, причём наибольший спрос был в Японии. Компания предварительно забронировала 155 тысяч устройств на общую сумму около 39 млн долларов США (по 250 долларов за экземпляр по розничной цене). 30 августа 2021 года стало известно, что компания Cubios привлекла ещё 4,5 млн долларов в раунде A, в том числе 1,5 млн от компании Hand of Midas во главе с Александром Агапитовым и ещё 3 млн долларов от других предприятий и бизнес-ангелов. Было объявлено, что в сентябре начнётся процедура заказов. В целом стартап оценивался на сумму в 25 млн долларов. В конце декабря 2021 года стало известно, что Комиссия по ценным бумагам и биржам позволила разработчикам привлекать до 5 млн долларов в год в рамках инвестиционного краудфаундинга: инвесторам предлагалось 10 % акций Cubios, а бумаги можно было приобрести на площадке StartEngine.
По словам разработчиков, выход на рынок запланирован в первой половине 2022 года. Стоимость одного экземпляра (250 долларов), по мнению Ильи Еремеева, была эквивалентна стоимости консоли Nintendo Switch или «среднеценового смартфона», однако в связи со специфичностью платформы сохранялся риск того, что игрушка себя не окупит. После представления игрушки на выставке CES 2023 было объявлено о начале продаж WOWCube по 499 долларов за экземпляр.

## Описание

### Физическое
WOWCube представляет собой куб, состоящий из восьми автономных модулей, вместе имеющих 24 дисплея и способных поворачиваться друг относительно друга, как в кубике Рубика. Магнитные соединения обеспечивают непрерывный поток информации между автономными модулями, обеспечивая беспрепятственный игровой процесс. Куб можно крутить в руках и трясти. Для WOWCube разработаны несколько игр таких жанров, как головоломки, логические, пазлы, Скрэббл, аркады и лабиринты. WOWCube обеспечивает игровой опыт смешанной реальности, который сочетает в себе кручение и тряску в материальном мире с цифровым действиями, визуализируемыми на 24-квадратных суб-дисплеях куба. WOWCube сочетает в себе свойства физических гаджетов, как у динамических игрушек для вращения в руках (наподобие спиннера), при этом включая в одно устройство и цифровые игровые консоли.

### Техническое

Интерфейс 3D-эмулятора WOWCube на языке Processing

Устройство состоит из восьми идентичных секций, обменивающихся данными через группы неодимовых магнитных контактов, которые, помимо функции коммуникации, обеспечивают устойчивое положение конструкции, позволяющее наблюдать игровой процесс на общих гранях, составленных из экранов четырех соседних секций. Магнитные контакты могли притягиваться в любой конфигурации благодаря тому, что в сферические держатели вставлялись незакреплённые неодимовые шарики, вращающиеся вокруг своей оси — эта конструкция была запатентована как прокручивающиеся магнитные контакты под названием UniSex.
В одной из представленных версий габариты устройства составляют 76х76х76 мм, а вес — 400 грамм. Корпус выполнен из ABS-пластика. Каждая из восьми секций содержит:
- 3 IPS TFT-экрана с диагональю 1.56" и разрешением 240х240 точек (65 тысяч цветов, глубина цвета 18 бит)[6][37], защищенных стеклом Gorilla Glass;
- Микроконтроллер Mediatek MT2523D (тактовая частота 208 MHz, ОЗУ 4 MB of RAM);[38]
- 36 Мбайт Flash-памяти;
- 6-осевой гироскоп и акселерометр, поддерживающие реалистическую реакцию на манипуляции с кубиком[10];
- Батарею емкостью 540 мА/ч;
- Модуль Bluetooth для связи со смартфоном или планшетом[4].

Последняя версия WOWCube включает в свой состав 8 микропроцессоров и 24 экрана (по 4 экрана на каждой грани), а подзарядка устройства осуществляется с помощью базовой станции, подключаемой через USB-C. Устройство держит заряд до 3,5 часов.

### Платформы использования
Консоль WOWCube использует FreeRTOS в качестве операционной системы, а также абстрактную машину языка Pawn для интерпретации P-кода, что позволяет исполнять предварительно скомпилированную логику игр как на консоли, так и в её программном эмуляторе. WOWCube SDK содержит программный эмулятор, позволяющий запускать разрабатываемые игры на ПК при отсутствии реальной консоли. Все компоненты программного обеспечения WOWCube поставляются по открытым лицензиям, таким как MIT, BSD и Apache License.

### Программный эмулятор

Пример игры на поверхности WOWCube (анимация)

В состав SDK WOWCube входит программный эмулятор, позволяющий разрабатывать программное обеспечение без наличия у разработчика реальной консоли WOWCube. По состоянию на 2019 год поддерживаются операционные системы Windows и MacOS. Эмулятор построен на базе следующего бесплатного программного обеспечения с открытым исходным кодом:
- Язык Processing — используется для 3D-визуализации игровой консоли, подгрузки и отображения ресурсов (картинок) игр, а также передачи событий (поворот кубиков, воздействие на акселерометр) от пользователя в логику, написанную на языке Pawn[39]. В реальном WOWCube вместо языка Processing используется язык C. API для взаимодействия с языком Pawn одинаково и для реальной консоли WOWCube и для программного эмулятора.
- Язык Pawn — используется для написания логики игр. Логика игры реагирует на события от реальной консоли WOWCube или от эмулятора, отправляя в свою очередь в ответ очередь команд для визуализации изменений в сцене игры[40]
- Интегрированная среда разработки Visual Studio Code — используется для редактирования кода игр на языке Pawn и запуска их на программном эмуляторе. Также возможно редактирование кода 3D-визуализатора WOWCube, написанного на языке Processing.[41]

### Доступное программное обеспечение
В тестовом режиме были доступны две игрушки: первая представляет собой сбор бабочек на гранях из двух разных половинок (на первом уровне всего три бабочки) с последующим усложнением сборки, вторая — сбор трубопровода из разных элементов с задачей устранить утечки. По словам Ильи Осипова, среди проектов игр упоминалась игра по сгону тараканов на одной грани, чтобы их «прихлопнуть», и запуск Pac-Man при поддержке компании Bandai Namco. Позже игры для WOWCube стали доступны на Apple Store.
В конце августа 2021 года сообщалось, что с помощью приложения для iOS и Android по Bluetooth на устройство стало возможным загружать до 24 игр. По мнению Ильи Еремеева, устройство гипотетически может быть использовано в качестве IOT-девайса, выполняющего функции NFT-хранилища или док-станции «с прогнозом погоды, ценовыми котировками и интерфейсом для музыкальных приложений».

## Аналоги
- Siftable[англ.] (коммерческое название Sifteo[англ.]), разработанные в лаборатории MIT Media Lab[44] — интерактивные модульные устройства (кубики), которые могут воспроизводить графические изображения, определять характер собственного положения в пространстве и взаимодействовать с другими модулями. Взаимодействие с кубиками происходит при их совмещении, наклоне, тряске, повороте: каждый «кубик» Siftable оснащен цветным дисплеем, с четырёх сторон устройства имеются инфракрасные порты (для связи с другими модулями), для связи с компьютером используется модуль Bluetooth, для хранения изображений и других данных используется флэш-память, имеется акселерометр для отслеживания перемещения по трём осям, встряхивания, наклона и других изменений его пространственного положения)[45].
- GoCube — электронная версия Кубика Рубика, представленная независимой группой разработчиков из Тель-Авив (Израиль), это спортивный гаджет подключённый через BlueTooth к смартфону или планшету и позволяющий пользователям соревноваться в скорости сборки или обучаться посредством дополнительной информации на дисплее[46].

## Награды
- Выставка Maker Faire, май 2018 года, Санта-Клара (Калифорния) — приз «Выбор редакции»[47][7]
- Конференция и конкурс стартапов SVOD’18[18], 31 мая 2018 года, Музей компьютерной истории, Маунтин-Вью (Калифорния) — первый приз «Выбор аудитории»[48][7]
- Премия World Technology Award 2018 — финалист в категории «IT Hardware»[49]
- Всероссийский конкурс «Люди дела» 2019 — серебряный призёр (Илья Осипов) в номинации «Молодое дело»[50]
- Consumer Electronics Show 2020 (CES 2020) в Лас-Вегасе (Невада) — победитель в номинации «People’s Choise 2020» шоу Last Gadget Standing («Народный выбор»)[51]
- Consumer Electronics Show 2021 (CES 2021) в Лас-Вегасе (Невада) — серебряный приз[26]